# Романов, Станислав Николаевич
Станисла́в Никола́евич Рома́нов (8 августа 1971, Москва, СССР) — советский и российский хоккеист, выступавший на позиции нападающего, хоккейный агент. Отец хоккеиста Александра Романова, зять тренера Зинэтулы Билялетдинова.

## Биография
Родился летом 1971 года в Москве. Профессиональную карьеру начал в 1993 году в ярославском «Торпедо». В 1994 и 1995 годах вызвался в сборную России. Участник чемпионата мира 1995 года. В конце 1990-х женился на юристе Наталье Билялетдиновой — дочери известного тренера Зинэтулы Билялетдинова. У пары двое детей — Александр (6 января 2000) и Мария (8 июня 2006).
После окончания спортивной карьеры стал агентом.

## Достижения
- Чемпион России: 1999/2000